# Carlos Rivas Murillo
Pour les articles homonymes, voir Carlos Rivas.
Carlos Rivas Murillo est un footballeur colombien né le 15 avril 1994 à Jamundí dans la Valle del Cauca. Il joue au poste de milieu offensif ou attaquant à La Equidad.

## Biographie
En janvier 2015, le Orlando City SC achète au Deportivo Cali les droits sur Rivas et son coéquipier Cristian Higuita pour 1,5 million de dollars.
Le 3 janvier 2018, il est échangé aux côtés de Tommy Redding contre Sacha Kljestan et une allocation monétaire aux Red Bulls de New York,.